# 내일의 죠
《내일의 죠》(일본어: あしたのジョー 아시타노 조[*])는 다카모리 아사오(가지와라 잇키) 스토리, 지바 데쓰야 그림으로 복싱을 주제로 한 일본의 스포츠 만화이다. 한국어로는 《도전자 허리케인》이라는 해적판 만화가 있으며, 이후 《허리케인 죠》라는 제목으로 정식 발매되었으나 한국인 등장인물이 태국인으로 수정되는 등 원본을 그대로 옮겨오지는 못하였다.
1960년대 말에서 1970년대 초의 일본 만화를 대표하는 작품이다. 만화계 뿐 아니라 일본 사회 전반에 큰 영향을 미쳤으며, 전공투의 성전으로 취급되는 등, 소위 단카이 세대를 대표하는 작품이다.

## 개요
고단샤의 "주간 소년 매거진"에서, 1968년 1월 1일 (발매일은 1967년 12월 15일)부터 1973년 5월 13일까지 연재되었다.
누계 발행 부수는 2000만부. 연재 당시 사회적 반향은 굉장하였고, 다쓰요시 조이치로를 비롯한 권투계에도 큰 영향을 준 작품이다. 이러한 사회적 반향으로부터 현재도 일본 만화를 대표하는 작품으로 "전무후무한 최대의 히트 만화"의 하나로 꼽히고 있다. 일본에서는 텔레비전 애니메이션, 극장판 애니메이션, 실사 영화로 제작되었고, 1971년 6월에는 연극으로, 1977년 10월에는 라디오 드라마로 만들어졌다.
대한민국에서는 서울문화사에서 "허리케인 죠"이라는 제목으로 변경되어 간행되었다.

## 텔레비전 애니메이션

### 내일의 죠 1
1970년 4월 1일부터 1971년 9월 29일까지 후지 TV에서 매주 수요일 19시 - 19시 30분까지 총 79화로 방송되었다.
- 최고 시청률(비디오 리서치 조사, 관동 지구)
  - 본 방송 : 29.2% (1970년 10월 14일 방송, 제29화 "내일의 도전")
  - 재방송 : 31.6% (1980년 3월 13일 방송, 제13화 "숙명의 링에서")

### 내일의 죠 2
1980년 10월 13일부터 1981년 8월 31일까지 NTV에서 매주 월요일 19시 ~ 19시 30분, 총 47화)로 방송되었다. NTV계 애니메이션으로는 처음 전편 스테레오 방송이 된 작품이다.

### 메가로 복스
내일의 죠 50주년을 맞아 리메이크 작품으로, 2018년 4월부터 TBS계에서 방송 중이다.

## 극장판 애니메이션
1980년 3월 8일에 일본 헤럴드 영화 배급으로 후쿠다 요이치로 감독에 의해 극장판으로 첫 개봉되었다. 이후 1981년 7월 18일 텔레비전 애니메이션의 총 감독을 맡았던 데자키 오사무 감독이 메가폰을 잡아 2탄 영화가 개봉되었다.

## 대한민국에서의 간행, 애니메이션 방송
대한민국에서는 서울문화사를 통해 1970년대 소년잡지에 연재된 바 있고, 1993년 MBC에서 애니메이션을 방영하다가 조기종영한 적이 있다. 그 이유에는 여러 가지 설이 있으나, 한국인 복서 김용비와의 대결에서 스토리가 꼬여버렸다는 설이 유력하다. 원작에서는 일본인으로 설정된 야부키 죠를 무리하게 한국인으로 재설정해서 방영한 애니메이션이었기 때문에, 한국인 복서 김용비와의 대결에서 여러 가지 설정들이 어긋나버린 것이었다. MBC에서 방영될 당시 오프닝 테마는 김종서가 불렀으며, 극장판 애니메이션 《내일의 죠 2》 오프닝 테마인 〈明日への叫び〉를 번안한 곡이다.

## 영화

### 1970년
실사 영화로 제작되어, 《내일의 죠》 (비디오 출시 제목 : "내일의 죠 실사판")이 개봉되었다. 주연은 이시바시 쇼지. 감독은 하세베 야스하루. 제작·배급은 다이니치.(현 니카쓰)

### 2011년
2011년 2월 11일에 개봉한 일본의 영화이다. 대한민국에서는 같은 해 6월 30일 개봉되었다.

### 개요
1965년을 배경으로 원작의 소년원에서 야부키(야마시타 도모히사)와 리키이(이세야 유스케)와의 만남부터 숙명의 대결까지 그려진다. 주연은 야마시타 도모히사. 야마시타는 "야부키 죠" 역할을 위해 프로 복서 수준의 트레이닝을 시작해, 약 10 kg 체중 감량과 체지방 비율을 10% 가끼이 줄이는 등 가혹한 훈련을 거쳐 촬영에 임했다. "리키이시 토우루" 역의 이세야 유스케도 체중 감량을 하고 촬영에 임하였다.
2011년 2월 5일 이후 TBS에서 영화 공개 기념 특별 프로그램 "죠 내일은 어느쪽! 영화 공개 기념 철저 해부 스페셜"이 방송되었다. 또한 공개에 앞서 각 지역을 대표하는 선수들이 "응원단 지부장"로 취임해, 특별 프로그램과 이벤트에도 등장했다.
캐치프레이즈는 〈"일본이 열광한, 영혼의 걸작 만화 완전 영화화", "이 시대의 젊은이, 죠는 있을까?"〉

### 원작과의 차이점
- 요코는 도야가 출신으로 과거의 경험으로 도야가에 증오를 품고 있다.
- 리키이시가 소년원에 수감된 경위가 다르다.
- 니시는 야쿠자의 부하 깡패로 등장, 죠와는 소년원에 가기 전에 한 번 만난다.
- 울프는 카나구시 아시아 체육관 소속이 아닌 시라키 체육관 소속이다.

### 등장 인물

#### 주요 등장 인물
- 야부키 죠 :야마시타 도모히사
- 리키이시 토오루 : 이세야 유스케
- 탄게 단페이 : 가가와 데루유키
- 시라키 요코 : 가리나
- 니시 칸이치 : 가쓰야
- 울프 가나구시 : 고가 미쓰키
- 사치 : 하타케야마 리나
- 식당의 여주인 : 니시다 나오미
- 안도 히로시 : 스기모토 텟타
- 히나무라 마리 : 바이쇼 미츠코
- 시라키 미키노스케 : 쓰가와 마사히코

#### 그외 출연
- 가토 고지
- 나카무라 야스히
- 히라가 마사오미
- 아베 료헤이
- 다카하시 쓰토무
- 나카노 유토
- 야나기 고코로
- 렌 하루쿠
- 하마다 다케시
- 마사나 보쿠조
- 하라 킨타로
- 마쓰자와 히토아키
- 히구치 고지
- 오구라 히로
- 가와 나오야
- 사쿠라이 고지

### 제작진
- 원작 : 지바 데쓰야, 다카모리 이사오
- 감독 : 소리 후미히코
- 각본 : 시노자키 에리코
- 프로듀서 : 이요다 에이토쿠
- 보조 프로듀서 : 오오하라 마사토, 와타나베 케이스케, 요시와라 유미코
- 기획·제작 : 이요다 히데노리
- 촬영 : 하시모토 게이지
- 음악 : 다카하시 데쓰야, 사토 레이지
- 조명 : 이시다 겐지
- 미술 : 사사키 다카시
- VFX : 마츠노 타다오
- 사운드 디자인: 가사마쓰 고지
- 제작 담당: 쓰보우치 가즈, 다케오카 미나미
- 녹음: 나카무라 아츠시
- 조감독: 소에지마 히로모리
- 권투 감수 및 지도: 우메즈 마사히코
- 특수 분장: 마쓰이 유이치
- 스턴트 코디: 쓰지 게이
- 감수 협력: 다카모리 아쓰코, 마키 히사오
- 협력: 일본 복싱위원회, 동일본 복싱 협회 외
- 제작 협력 프로덕션: 세디쿠두 프로덕션 - OXYBOT
- 제작 : "내일의 죠" 제작위원회(TBS, 제이 스톰, 도호, 덴츠, 고단샤, 마이니치 방송, 주부닛폰 방송, OXYBOT, RKB, TBS 라디오 & 커뮤니케이션즈, 홋카이도 방송)
- 배급: 도호

#### 주제가
- 주제곡 : 우타다 히카루 〈Show Me Love (Not A Dream)〉 (EMI 뮤직 재팬)
- 삽입곡 : 〈내일의 죠〉